# Скрыгин, Жорж
Жорж Скрыгин (серб. Жорж Скригин; при рождении Георгий Владимирович Скрыгин; 4 августа 1910 (по другим данным, 4 июля), Одесса — 31 октября 1997, Белград) — сербский фотограф, кинооператор, режиссёр, сценарист русского происхождения. Сын русского военного офицера, который во время Гражданской войны в России был эвакуирован из Одессы, а в 1920 году семья осела в Королевстве сербов, хорватов и словенцев.
Мастер художественной фотографии, был удостоен многих престижных югославских и международных наград. После начала Второй мировой войны перешёл к партизанам, участвовал в создании и работе Театра народного освобождения при Верховном штабе НОАЮ. В эти годы создал серию работ, запечатлевших различные стороны войны. Наибольшую известность получила его фотография «Козарчанка», которая в послевоенной Югославии приобрела большую популярность. После войны работал в театре, а также в кинематографе оператором, режиссёром и сценаристом, приняв участие в постановке 11 документальных и 8 художественных фильмов.

## Биография
Родился 4 августа 1910 года в Одессе, Российская империя. Происходил из дворянской семьи, сын военного офицера — капитана Владимира Александровича Скрыгина, участника Русско-японской и Первой мировой войны. В 1919 году эмигрировал во время эвакуации отца из Одессы в болгарскую Варну, а в следующем году семья осела в Королевстве сербов, хорватов и словенцев. Образование получил в Крымском кадетском корпусе в городе Бела-Црква (Воеводина) и в Русской гимназии в Загребе. Подрабатывал, танцуя в местном театре оперетты. Окончил студию балерины Маргариты Фроман. Начиная с 1930 года танцевал на сцене Хорватского национального театра. В начале 1930-х годов увлёкся фотографией, стал членом фото-клуба «Загреб» и сблизился с его членами, которые впоследствии составили «Загребскую школу фотографии». Достиг значительных успехов в художественной фотографий, став известным мастером психологического портрета. В этот период получили известность его портреты и работы фиксирующие жизнь загребских театрально-артистических кругов. В 1937 году получил звание чемпиона Югославии по художественной фотографии. В 1930-е годы принимал участие в многочисленных югославских и международных выставках, его фотографии публиковались в престижных югославских и зарубежных журналах («Rundschau», «American», «Life», «Time»). Его портреты и пейзажи получили международное признание, про что свидетельствует полученный им первый приз на фотовыставке в Буэнос-Айресе в 1939 году.
После начала Второй мировой войны и последующей оккупации Югославии нацистской Германией, отделения пронацистской Хорватии и начала народно-освободительной войны перешёл к партизанам. Посещал различные военные курсы, принимал участие в нескольких манёврах Первой школы офицеров. В 1942 году принимал активное участие в создании и деятельности Театра народного освобождения при Верховном штабе НОАЮ во главе с Иосипом Брозом Тито, пройдя с партизанами всю войну. Организованная им танцевальная труппа выступала на освобождённых территориях, и людей приятно удивляло, что среди танцоров есть настоящий русский. Скрыгин поставил несколько символических танцев на основе русских народных мелодий о жизни в СССР в предвоенное время, во время войны, а затем и его победы. По его словам, « этот номер, в дополнение к огромным успехам предыдущего („Русские танцы“), показывался более 2000 раз, и его исполняли везде, где это было возможно». Сделанные им фотографии военных лет являются историческим документами борьбы югославских народов и народно-освободительной армии за освобождение, многие из них заняли достойное место в его книге «Война и сцена» (1968). В это издание вошла его самая известная фотография, которая в книге была названа «Козарчанка» («Женщина из Козары») на которой запечатлена санитарка 11-й Краинской бригады Миля Тороман (сербохорв. Milja Toroman), которая представлена на снимке в образе девушки-партизанки. Эта работа Скрыгина приобрела большую популярность в Югославии и широко использовалась там в качестве символа: изображение было включено в учебники по истории, тиражировалось в военных книгах, распространялось на плакатах и т. д. Широкую известность получили также фотопортрет Тито и сделанная в Козаре в 1943 году фотография «Мать Кнежополька», на которой изображена женщина с двумя детьми, которая вынуждена бежать после сожжения деревень в ходе VI наступления. Этот трагический документ военных лет находится в музее истории Югославии, в Музее Холокоста в Освенциме.
Военный фотоархив Скрыгина и работы другого русского эмигранта Михаила Иванникова расцениваются как уникальное свидетельство тягот военных лет: «Созданные в годы Второй мировой войны и нередко используемые как исторический источник, они — впечатляющее свидетельство ужасов войны и повседневной гражданской жизни в эти годы». По мнению сербского исследователя Дж. Боровняка, работы Иванникова и Скрыгина стали бесценной частью сербской культуры, а по качеству и объёме военных фотографий, собрание Скрыгина сопоставимо с наследием русского фотографа Самсона Чернова (1887—1929), запечатлевшего эпоху Первой мировой войны. По словам Боровняка: «Фотографии Скрыгина составили замечательную коллекцию, свидетельствующую о повседневной военной жизни, раненых и беженцах; это сцены борьбы и пылающих деревень и в то же время — войсковых смотров и боевых действий».
После окончания войны жил в Загребе, где продолжил работать в Хорватском народном театре, также работал в белградском Народном театре. Приобщился к кинематографу, где стал работать оператором, режиссёром и сценаристом, приняв участие в постановке 11 документальных и 8 художественных фильмов. Сотрудничал в создании советского фильма «В горах Югославии» Абрама Ромма (1946). Был оператором первого югославского послевоенного фильма «Славица», поставленного режиссёром Вьекославом Афричем. За свой творческий вклад в сербскую культуру был награждён многими медалями, в том числе объявлен первым в Сербии обладателем титула «Мастер фотографии».
Умер 31 октября 1997 года в Белграде, похоронен на аллее заслуженных граждан на Новом кладбище в столице Сербии. Личный архив художника хранится в Музее кинотеки в Белграде. Военные фотографии Скрыгина хранятся в Музее истории Югославии, а также менее представительно в Музее Второй сессии АВНОЮ (Антифашистское вече народного освобождения Югославии) в Яйце (Босния и Герцеговина).